# 荒憲治郎
荒 憲治郎（あら けんじろう、1925年11月25日 - 2002年11月10日、76歳没）は、日本の経済学者。一橋大学名誉教授。中山伊知郎門下で専門はマクロ経済学。1974年から1975年まで日本経済学会会長。

## 人物・来歴
- 1925年 北海道旭川市に生まれる
- 北海道庁立旭川商業学校（現・北海道旭川商業高等学校）卒業
- 1945年 小樽経済専門学校（現・小樽商科大学）卒業
- 1949年 東京商科大学（現・一橋大学）本科卒業
- 1958年 一橋大学経済学部助教授
- 1965年 同大学経済学部教授
- 1989年 定年退官、同大学名誉教授
- 1990年 駿河台大学経済学部教授、同大学理事も兼任
- 2002年 東京都武蔵野市の病院で死去[1]。76歳没。叙従三位、勲三等旭日中綬章追贈

## 教育活動
皇太子徳仁親王の学生時代の個人教授としても知られる。
荒ゼミナール出身者としては、時子山和彦（元一橋大学教授）、鈴村興太郎（一橋大学名誉教授・文化功労者・日本学士院会員・元日本経済学会会長・紫綬褒章受章者・日本学士院賞受賞者）、美濃口武雄（一橋大学名誉教授）、伊藤隆敏（一橋大学名誉教授、東京大学名誉教授、元日本経済学会会長、紫綬褒章受章者、コロンビア大学教授）、矢吹雄平（元岡山大学教授）、高橋はるみ（北海道知事）、新田八朗（富山県知事）、金田勝年（法務大臣、外務副大臣）、枝廣直幹（福山市長）、田中正昭（元東京国税局長）、吹野博志（元デルコンピュータ会長）、西條辰義（元一橋大学教授）、山﨑和之（国連大使、元外務審議官）、浅田統一郎（中央大学教授）、戸田学（早稲田大学教授）、鴇田忠彦（東京都立大学名誉教授）、田村紀之（東京都立大学名誉教授）、楠本捷一朗（筑波大学名誉教授）、篠塚友一（筑波大学教授）、皆川正（名古屋大学名誉教授）、武隈慎一（一橋大学名誉教授）、山崎昭（一橋大学名誉教授）、丸山雅祥（神戸大学名誉教授）、小栗誠治(滋賀大学名誉教授)、杉田定大（元経済産業省大臣官房審議官、元東京工業大学特任教授）、矢野康治（元財務事務次官）、瀧本徹（元観光庁観光地域振興部長）などがいる。

## 著書

### 単著
- 『経済成長論』（岩波書店、1969年）
- 『マクロ経済学講義』（創文社、1985年）
- 『資本理論の研究』（有斐閣、1987年）

### 共著
- （飯田経夫・大石泰彦・大野忠男）『経済学入門』（有斐閣［有斐閣新書］、1978年／新版、1990年）

また、逝去前迄「現代用語の基礎知識」の経済欄を監修

### 編著
- 『インフレーションと物価政策』（日本経済新聞社、1976年）

### 共編著
- （吉植悟・和泉伝蔵）『日本の国富構造』（東洋経済新報社、1959年）
- （福岡正夫）『経済学』（有斐閣、1965年）
- （中山伊知郎・金森久雄）『有斐閣経済辞典』（有斐閣、1971年／新版、1986年）
- （中山伊知郎・宮沢健一）『原典による経済学の歩み』（講談社、1974年）
- （種瀬茂）『経済学用語の基礎知識――正確な理解と整理のために』（有斐閣、1974年／増補版、1981年）
- （伊藤善市・倉林義正・佐藤隆三・宮沢健一）『戦後経済政策論の争点――篠原三代平博士還暦記念論文集』（勁草書房、1980年）
- （内田忠夫・福岡正夫）『経済辞典』（講談社、1980年）